# Rödvit taggstjärt
Rödvit taggstjärt (Certhiaxis mustelinus) är en fågel i familjen ugnfåglar inom ordningen tättingar.

## Utseende och läte
Rödvit taggstjärt är en påtagligt tvåfärgad taggstjärt. Ovansidan är roströd, undersidan vid. På huvudet syns en mörk tygel mellan öga och näbb. Sången består av ett ljudligt skallrande. Liknande gulhakad taggstjärt har ljust ögonbrynsstreck och gul haka, saknar den mörka tygeln och sången är torrare.

## Utbredning och systematik
Fågeln förekommer från sydostligaste Colombia till östra Peru och Amazonområdet i (Brasilien). Den behandlas som monotypisk, det vill säga att den inte delas in i några underarter.

## Status
Arten har ett stort utbredningsområde och beståndet anses vara stabilt. Internationella naturvårdsunionen IUCN listar den därför som livskraftig (LC).